# Tetsuro Ota
Tetsuro Ota (født 2. juli 1989) er en japansk fodboldspiller.
Han har spillet for flere forskellige klubber i sin karriere, herunder Montedio Yamagata og Kashiwa Reysol.